# Matadabuvanahalli, Nagamangala
Matadabuvanahalli là một làng thuộc tehsil Nagamangala, huyện Mandya, bang Karnataka, Ấn Độ.